# Nuoto ai campionati mondiali di nuoto 2019 - 100 metri dorso maschili
La gara di nuoto dei 100 metri dorso maschili dei campionati mondiali di nuoto 2019 è stata disputata il 22 luglio e il 23 luglio presso il Nambu International Aquatics Centre di Gwangju. Vi hanno preso parte 63 atleti provenienti da 57 nazioni.
La competizione è stata vinta dal nuotatore cinese Xu Jiayu, mentre l'argento e il bronzo sono andati rispettivamente al russo Evgenij Rylov e all'australiano Mitch Larkin.

## Podio
| Posizione | Atleta        | Nazionalità |
| --------- | ------------- | ----------- |
| Oro       | Xu Jiayu      | Cina        |
| Argento   | Evgenij Rylov | Russia      |
| Bronzo    | Mitch Larkin  | Australia   |

## Programma
| Data           | Ora (UTC+9) | Turno      |
| -------------- | ----------- | ---------- |
| 22 luglio 2019 | 10:20       | Batterie   |
| 22 luglio 2019 | 21:18       | Semifinali |
| 23 luglio 2019 | 21:06       | Finale     |

## Record
Prima della manifestazione il record del mondo e il record dei campionati erano i seguenti.
| Record mondiale       | 51"85 | Ryan Murphy Stati Uniti   | 13 agosto 2016 Rio de Janeiro, Brasile |
| Record dei campionati | 52"19 | Aaron Peirsol Stati Uniti | 2 agosto 2009 Roma, Italia             |

Durante la competizione è stato battuto il seguente record:
| Data      | Evento       | Atleta   | Nazione | Tempo | Record                |
| --------- | ------------ | -------- | ------- | ----- | --------------------- |
| 22 luglio | Semifinale 2 | Xu Jiayu | Cina    | 52"17 | Record dei campionati |

## Risultati

### Batterie
| Pos. | Batteria | Corsia | Atleta                  | Nazionalità                   | Tempo   | Note |
| ---- | -------- | ------ | ----------------------- | ----------------------------- | ------- | ---- |
| 1    | 6        | 4      | Xu Jiayu                | Cina                          | 52"85   | Q    |
| 2    | 5        | 2      | Guilherme Guido         | Brasile                       | 52"95   | Q,   |
| 3    | 5        | 4      | Mitch Larkin            | Australia                     | 53"12   | Q    |
| 4    | 5        | 5      | Matt Grevers            | Stati Uniti                   | 53"22   | Q    |
| 5    | 6        | 5      | Ryōsuke Irie            | Giappone                      | 53"38   | Q    |
| 6    | 7        | 3      | Evgenij Rylov           | Russia                        | 53"45   | Q    |
| 7    | 6        | 3      | Robert Glință           | Romania                       | 53"64   | Q    |
| 8    | 6        | 6      | Daniel Martin           | Romania                       | 53"65   | Q    |
| 9    | 7        | 4      | Ryan Murphy             | Stati Uniti                   | 53"69   | Q    |
| 10   | 5        | 3      | Markus Thormeyer        | Canada                        | 53"77   | Q    |
| 11   | 6        | 0      | Mikita Tsmyh            | Bielorussia                   | 53"81   | Q,   |
| 12   | 7        | 2      | Apostolos Christou      | Grecia                        | 53"82   | Q    |
| 13   | 8        | 5      | Simone Sabbioni         | Italia                        | 53"85   | Q    |
| 14   | 7        | 5      | Kliment Kolesnikov      | Russia                        | 53"89   | Q    |
| 15   | 5        | 7      | Luke Greenbank          | Gran Bretagna                 | 53"95   | Q    |
| 16   | 9        | 8      | Dylan Carter            | Trinidad e Tobago             | 54"03   | Q,   |
| 17   | 5        | 6      | Thomas Ceccon           | Italia                        | 54"04   | Q    |
| 18   | 6        | 8      | Richárd Bohus           | Ungheria                      | 54"07   | Q    |
| 19   | 7        | 1      | Christopher Reid        | Sudafrica                     | 54"12   |      |
| 20   | 7        | 0      | Tomáš Franta            | Rep. Ceca                     | 54"16   |      |
| 21   | 6        | 2      | Shane Ryan              | Irlanda                       | 54"24   |      |
| 22   | 5        | 1      | Li Guangyuan            | Cina                          | 54"29   |      |
| 22   | 7        | 8      | Yakov Yan Toumarkin     | Israele                       | 54"29   |      |
| 24   | 7        | 7      | Bradley Woodward        | Australia                     | 54"41   |      |
| 25   | 5        | 0      | Lee Ju-ho               | Corea del Sud                 | 54"56   |      |
| 26   | 6        | 1      | Christian Diener        | Germania                      | 54"68   |      |
| 27   | 7        | 9      | Radosław Kawęcki        | Polonia                       | 54"76   |      |
| 28   | 4        | 4      | Roman Mityukov          | Svizzera                      | 54"87   |      |
| 29   | 6        | 7      | Bernhard Reitshammer    | Austria                       | 54"94   |      |
| 30   | 6        | 9      | Bradlee Ashby           | Nuova Zelanda                 | 55"02   |      |
| 31   | 4        | 2      | Gabriel Lópes           | Portogallo                    | 55"33   |      |
| 32   | 3        | 7      | Merdan Ataýew           | Turkmenistan                  | 55"34   |      |
| 33   | 4        | 1      | Metin Aydin             | Turchia                       | 55"40   |      |
| 34   | 4        | 3      | Tomoe Zenimoto Hvas     | Norvegia                      | 55"42   |      |
| 35   | 4        | 6      | Anton Loncar            | Croazia                       | 55"44   |      |
| 36   | 4        | 0      | Srihari Nataraj         | India                         | 55"55   |      |
| 37   | 5        | 9      | Hugo González           | Spagna                        | 55"67   |      |
| 38   | 3        | 5      | Karl Johann Luht        | Estonia                       | 55"75   |      |
| 39   | 4        | 9      | Mohamed Samy            | Egitto                        | 55"87   |      |
| 40   | 3        | 4      | Adil Kaskabay           | Kazakistan                    | 55"89   |      |
| 41   | 4        | 7      | Chuang Mu-lun           | Taipei cinese                 | 56"01   |      |
| 42   | 3        | 6      | Jack Kirby              | Barbados                      | 56"25   |      |
| 43   | 3        | 3      | Ģirts Feldbergs         | Lettonia                      | 56"34   |      |
| 44   | 4        | 5      | Omar Pinzón             | Colombia                      | 56"37   |      |
| 45   | 3        | 1      | Jason Arthur            | Ghana                         | 56"86   |      |
| 46   | 3        | 8      | Kristinn Þórarinsson    | Islanda                       | 56"99   |      |
| 47   | 4        | 8      | Armando Barrera         | Cuba                          | 57"00   |      |
| 48   | 3        | 0      | Tern Tern Jian Han      | Malaysia                      | 57"34   |      |
| 49   | 2        | 4      | Filippos Iakovidis      | Cipro                         | 58"26   |      |
| 50   | 2        | 6      | Gabriel Castillo        | Bolivia                       | 58"47   |      |
| 51   | 2        | 9      | Ali Al-Zamil            | Kuwait                        | 58"63   |      |
| 52   | 3        | 2      | Robinson Molina         | Venezuela                     | 59"08   |      |
| 53   | 2        | 3      | Kasipat Chograthin      | Thailandia                    | 59"10   |      |
| 54   | 2        | 5      | Dimuth Peiris           | Sri Lanka                     | 59"62   |      |
| 55   | 2        | 2      | Syed Tariq              | Pakistan                      | 59"71   |      |
| 56   | 2        | 8      | Netani Ross             | Figi                          | 1'00"30 |      |
| 57   | 2        | 7      | Eisner Barberena        | Nicaragua                     | 1'00"56 |      |
| 58   | 1        | 3      | Heriniavo Rasolonjatovo | Madagascar                    | 1'00"87 |      |
| 59   | 2        | 1      | Ado Gargović            | Montenegro                    | 1'01"37 |      |
| 60   | 1        | 5      | Omar Al-Rowaila         | Brunei                        | 1'02"96 |      |
| 61   | 2        | 0      | Juhn Tenorio            | Isole Marianne Settentrionali | 1'04"91 |      |
| 62   | 1        | 4      | Juwel Ahmmed            | Bangladesh                    | 1'05"00 |      |
| 63   | 1        | 6      | Hedayatullah Noorzad    | Afghanistan                   | 1'31"35 |      |
| -    | 3        | 9      | Driss Lahrichi          | Marocco                       | dns     |      |

### Semifinali
| Pos. | Semifinale | Corsia | Atleta             | Nazionalità       | Tempo | Note |
| ---- | ---------- | ------ | ------------------ | ----------------- | ----- | ---- |
| 1    | 2          | 4      | Xu Jiayu           | Cina              | 52"17 | Q,   |
| 2    | 1          | 3      | Evgenij Rylov      | Russia            | 52"44 | Q,   |
| 2    | 2          | 2      | Ryan Murphy        | Stati Uniti       | 52"44 | Q    |
| 4    | 1          | 5      | Matt Grevers       | Stati Uniti       | 52"82 | Q    |
| 5    | 2          | 5      | Mitch Larkin       | Australia         | 52"91 | Q    |
| 6    | 2          | 3      | Ryōsuke Irie       | Giappone          | 53"13 | Q    |
| 7    | 1          | 4      | Guilherme Guido    | Brasile           | 53"23 | Q    |
| 8    | 2          | 6      | Robert Glință      | Romania           | 53"40 | Q    |
| 9    | 1          | 1      | Kliment Kolesnikov | Russia            | 53"44 |      |
| 10   | 1          | 7      | Apostolos Christou | Grecia            | 53"56 |      |
| 11   | 1          | 2      | Markus Thormeyer   | Canada            | 53"59 |      |
| 12   | 1          | 6      | Daniel Martin      | Romania           | 53"71 |      |
| 12   | 2          | 1      | Simone Sabbioni    | Italia            | 53"71 |      |
| 14   | 2          | 8      | Luke Greenbank     | Gran Bretagna     | 53"75 |      |
| 15   | 1          | 0      | Richárd Bohus      | Ungheria          | 53"94 |      |
| 16   | 1          | 8      | Dylan Carter       | Trinidad e Tobago | 54"08 |      |
| 17   | 2          | 0      | Thomas Ceccon      | Italia            | 54"20 |      |
| 18   | 2          | 7      | Mikita Tsmyh       | Bielorussia       | 54"24 |      |

### Finale
| Pos. | Corsia | Atleta          | Nazionalità | Tempo | Note |
| ---- | ------ | --------------- | ----------- | ----- | ---- |
|      | 4      | Xu Jiayu        | Cina        | 52"43 |      |
|      | 5      | Evgenij Rylov   | Russia      | 52"67 |      |
|      | 2      | Mitch Larkin    | Australia   | 52"77 |      |
| 4    | 3      | Ryan Murphy     | Stati Uniti | 52"78 |      |
| 5    | 6      | Matt Grevers    | Stati Uniti | 52"82 |      |
| 6    | 7      | Ryōsuke Irie    | Giappone    | 53"22 |      |
| 7    | 1      | Guilherme Guido | Brasile     | 53"26 |      |
| 8    | 8      | Robert Glință   | Romania     | 54"22 |      |